# Lady Be Good (película de 1941)
Lady Be Good es una película musical dirigida por Norman Z. McLeod y producida por Arthur Freed en 1941, y protagonizada por Ann Sothern, Robert Young, Lionel Barrymore y Red Skelton y la bailarina Eleanor Powell. Está basado en el musical de 1924 Lady, Be Good!.
La película ganó el premio Óscar a la mejor canción original por The Last Time I Saw Paris, canción compuesta por Jerome Kern y Oscar Hammerstein II, y que fue interpretada en el filme por Ann Sothern.